# Bursina borisbeckeri
Bursina borisbeckeri is een slakkensoort uit de familie van de Bursidae. De wetenschappelijke naam van de soort is voor het eerst geldig gepubliceerd in 1996 door Parth.